# Brahian Alemán
Brahian Alemán Athaydes (Montevideo, 23 dicembre 1989) è un calciatore uruguaiano, centrocampista o attaccante del San Miguel.

## Caratteristiche tecniche
È un trequartista che può giocare in diverse posizioni del campo da gioco.

## Carriera

### Club

#### Le giovanili e l'esordio in prima squadra
La sua carriera da calciatore inizia nel 2001 quando suo padre, grazie all'aiuto ricevuto da un suo amico, riesce a procurargli un provino con il Defensor. Superato il test, il ragazzo entra nelle formazione giovanile del club dove si mette in mostra con le sue qualità calcistiche. Nel 2009 l'allora tecnico dei Violeta Pablo Repetto decide di chiamarlo ad allenarsi in prima squadra per vedere a che livello sia veramente arrivato il giocatore. Compie il suo debutto da calciatore professionista  nel 2010 durante il match di Copa Sudamericana contro lo Sport Huancayo. Il 12 ottobre, debutta in Primera División durante il match, conclusosi con il risultato di 3 a 1 in favore dei Violeta, contro l'El Tanque Sisley dove nella stessa occasione rimedia anche la sua prima ammonizione in carriera. Il 5 febbraio 2011 mette a segno la sua prima rete in carriera durante il match contro il River Plate di Montevideo. Conclude la sua prima stagione tra i professionisti dopo aver collezionato quattordici presenze e una rete all'attivo.
La stagione successiva inizia bene: il 2 ottobre realizza la sua prima doppietta in carriera durante la partita, vinta per 3 a 0, contro il Racing Club de Montevideo. Conclude la stagione con 26 partite ufficiali giocate e sei gol realizzati.

#### Unión
Il 19 luglio 2012 passa alla società argentina dell'Unión, in compartecipazione; il contratto siglato dal calciatore stesso è di durata quadriennale.

### Nazionale
Nel 2012, durante un'amichevole, compie il suo debutto con la maglia della Celeste Under-23.